# Štefan Izvoljeni
Za papeža izvoljeni Štefan (tudi Štefan II. ali Štefan Izvoljeni ali samo Štefan), izvoljeni papež, * okrog 700 Rim (Bizantinsko cesarstvo), † 26. marec 752, Rim (Bizantinsko cesarstvo).

## Življenjepis
Nekateri zgodovinarji menijo, da papež Štefan izhaja iz plemiške družine Orsini.
Štefan (včasih oštevilčen kot Štefan II.) je bil 23. marca 752 soglasno izvoljen kot kardinal-duhovnik za papeža, a je tri dni po izvolitvi umrl za možgansko kapjo. Starejši zgodovinarji ga prištevajo k svetnikom.

## Problem pri štetju papežev z imenom Štefan
Zaradi njega je pri štetju papežev Štefanov nastal problem, ker je bil sicer izvoljen za papeža, a je umrl, še preden je prejel škofovsko posvečenje. Papeža Nikolaj II. in Klemen V.  sta določila, da za papeštvo ni odločilna posvetitev, ampak izvolitev. 
Štefan (II.) je bil izvoljen ob smrti svojega predhodnika, Zaharija dne 23. marca 752 Čez tri dni ga je zadela možganska kap in je umrl takoj ali naslednji dan, še preden je bil posvečen za škofa. Najprej ga zato niso dajali v papeški seznam. Nekateri sestavljalci seznamov ga zato tudi ne štejejo kot pravega papeža in ne upoštevajo pri štetju papežev z imenom Štefan. Tudi uradni Vatikanski seznam papežev ga ne priznava (več) za papeža. Drugi vatikanski koncil uči, v skladu z izročilom, da je naslednik apostola Petra rimski škof (C). To pa postane ne z izvolitvijo, ampak s posvečenjem. Glede tega pa so mnenja deljena. 
Sodobni zgodovinarji ga večinoma vključujejo, vendar včasih kje najdemo poznejše Štefane z zaporedno številko v oklepajih; njegovega neposrednega naslednika, na primer, označujejo kot Štefana (II.) III.

## Smrt in češčenje
Papež Štefan Izvoljeni je umrl v Rimu dne 26. marca 752. in je pokopan v baziliki sv. Petra v Vatikanu.
Njegov god obhajala katoliška Cerkev dne 26. marca. 
Po Drugem vatikanskem koncilu ga ni več na seznamu papežev in svetnikov.